# تیالینگ کوپمانس
تیالینگ کوپمانس (به انگلیسی: Tjalling Koopmans)
(زاده ۲۸ اوت ۱۹۱۰ – درگذشته ۲۶ فوریه ۱۹۸۵) فیزیکدان و ریاضیدان هلندی است که در سال ۱۹۷۵ به همراه لئونید کانتوروویچ موفق به دریافت جایزه نوبل در اقتصاد شد.
او تحصیلات دانشگاهی خود را در دانشگاه اوترخت در آغاز کرد و سه سال بعد، در سال ۱۹۳۰ در رشته ریاضیات فارغ اتحصیل شد. او دکترای خود را زیر نظر فیزیکدان معروف هندریک آنتونی کرامرز دریافت کرد. در سال ۱۹۴۰ به ایالات متحده آمریکا نقل مکان کرد. در سال ۱۹۴۶ تابعیت ایالات متحده آمریکا دریافت کرد.